# Laserpitium peucedanoides
Laserpitium peucedanoides är en flockblommig växtart som beskrevs av Felix de Silva Avellar Brotero. Laserpitium peucedanoides ingår i släktet spenörter, och familjen flockblommiga växter. Inga underarter finns listade i Catalogue of Life.